# Michel Mouligneau
Michel Mouligneau, nom de plume de Guy Latteur, est un écrivain et poète belge de langue française né à Ghlin le 24 janvier 1935 et mort le 2 février 1981.
Il est le fondateur de la branche belge de la Société des amis de Marcel Proust.

## Publications
- 1969 : Le Privilège de l’infortune
- 1971 : La Rime (prix Charles Plisnier 1974)
- 1973 : L’Insomnie (prix Maillé-Latour-Landry 1974[3])
- 1975 : Dernier acte
- 1975 : Droit d’asile
- 1976 : L’Apport de Proust
- 1976 : Empreintes
- 1977 : Paysages et rencontres littéraires
- 1979 : Terroir et autres sites d’inspiration
- 1979 : Chronos ou l’expropriation (prix Broquette-Gonin 1980[3])
- 1980 : Le Rejeton
- 1981 : Souvenirs d’un ropieur